# Notre paradis
Notre paradis (tj. Náš ráj) je francouzský hraný film z roku 2011, který režíroval Gaël Morel podle vlastního scénáře. Film popisuje osudy prostitutů v Paříži.

## Děj
Vassili je stárnoucí prostitut v Paříži, který těžce přijímá, že je příliš starý na svou profesi. Jednoho dne uškrtí svého klienta, protože komentoval jeho věk. Později té noci najde v Bois de Boulogne mladého chlapce v bezvědomí, který je zřejmě také prostitut a byl zbit a okraden. Chlapec tvrdí, že si nemůže vzpomenout na své jméno ani na nic ze své minulosti, takže ho Vassili odveze do svého bytu a pojmenuje ho Angelo kvůli jeho vzhledu a andělovi vytetovaném na břiše. Tak začne jejich vzájemný vztah. Vassili a Angelo vydělávají peníze společně a své klienty okrádají. Vassili se kamarádí s bývalou prostitutkou Annou, která má dítě, které pojmenovala také Vassili, i když on není jeho otcem. Vzhledem ke svým kriminálním aktivitám Vassili a Angelo opouštějí Paříž a přestěhují se do bytu k Anně v Lyonu, kde tvoří zvláštní rodinu.
Angelo a Vassili odjíždějí do horské chaty k Victorovi, který byl prvním Vassiliho klientem. Victorův mladý marocký milenec Kamel žárlí na Vassiliho Angela a vyhrožuje Victorovi, že pokud zůstanou, on odjede. Vassili s Angelem tedy slíbí odejet, ale Victora zabijí. Mladý Vassili je svědkem vraždy, ale slibuje, že bude mlčet.
Anna dorazí o několik dní později a společně s Vassilim a Angelem mají sex ve třech. Mladý Vassili slyší sténání matky a domnívá se, že ji oba muži také zavraždili. Odejde na policii, kde vypoví o vraždách a brzy ráno jsou Vassili a Angelo zatčeni.

## Obsazení
| Stéphane Rideau        | Vassili      |
| Dimitri Durdaine       | Angelo       |
| Béatrice Dalle         | Anna         |
| Didier Flamand         | Victor       |
| Jean-Christophe Bouvet | první klient |
| Raymonde Bronstein     | matka Anny   |
| Malik Issolah          | Kamel        |
| Mathis Morisset        | malý Vassili |